# Markus Kuen
Markus Kuen (także: Marek Khuen; cz. Marek Khuen z Olomouce; zm. 10 lutego 1565 w Kremsier) – był biskupem ołomunieckim.

## Życie
Markus Kuen pochodził z rodziny ołomunieckich mieszczan. Po studiach teologicznych na Uniwersytecie Wiedeńskim został w 1523 kanonikiem, a w 1541 dziekanem ołomuenieckim.
Po śmierci biskupa ołomunieckiego Jana Dubraviusa cesarz Ferdynand I wyznaczył na jego następcę Kaspara von Logau (późniejszego biskupa wrocławskiego). Ten wybór spotkał się z dezaprobatą morawskiej szlachty. Przeto kapituła 6 października 1553 wybrała biskupem Markusa Kuena. 22 grudnia tegoż roku wybór ten został zatwierdzony przez papieża.
Jego rządy przypadły na trudny okres ścierania się katolicyzmu z luteranizmem. Kuen budował nową formację kapłańską i starał się nawracać nieordynowanych duchownych. Dostrzegał też istotną rolę szkolnictwa w nawracaniu na katolicyzm.
Wykupił zastawione dobra biskupie w Mirowie, Hukwaldach i Velkim Tyncu.
Popierał zbliżenie do utrakwistów. Zgadzał się na przyjmowanie Komunii Świętej pod dwiema postaciami (chleba i wina). Papieskie pozwolenie w tej kwestii nadeszło w sierpniu 1564 r.
W ostatnich latach życia chorował, dlatego faktycznie diecezją zarządzał kanonik Wilhelm Prusinovský von Víckov. Kuen zmarł w Kromieryżu i został pochowany w katedrze ołomunieckiej.